# Cellophane (FKA twigs)
Cellophane è un singolo della cantautrice britannica FKA twigs, pubblicato il 24 aprile 2019 come primo estratto dal secondo album in studio Magdalene.

## Antefatti
Dopo l'uscita dell'album di debutto LP1 nel 2014, FKA Twigs si è fidanzata con l'attore britannico Robert Pattinson: la loro relazione ha generato una significativa attenzione mediatica tramite Internet; Twigs ha ricevuto insulti razzisti da parte di diversi fan della saga di Twilight, nella quale Pattinson interpretava uno dei personaggi principali, che speravano che l'attore avrebbe ripreso il suo rapporto con la collega Kristen Stewart. Nell'ottobre 2017 il periodico inglese The Sun ha riportato che la coppia si era lasciata. Numerose pubblicazioni hanno affermato o ipotizzato che l'argomento centrale di Cellophane sia stato ispirato proprio da questa relazione.
In un'intervista per la stazione radiofonica Double J a giugno 2019, Twigs ha rivelato di aver iniziato a scrivere Cellophane poco più di un anno prima (anche se «il sentimento per la canzone forse è iniziato ancora un anno prima»), durante un periodo di allontanamento da amici e parenti, nella città di Los Angeles.

## Descrizione
Il brano è stato scritto e prodotto dalla stessa interprete con Jeff Kleinman e Michael Uzowuru. È composto in chiave di Re maggiore ed ha un tempo di 107 battiti per minuto. È stato definito dalla critica come «una ballata al piano con accordi, synth e un ritmo minimo». Danielle Cohen, per GQ, ha osservato che, a metà canzone, «il piano si interrompe e questo riverbero viscerale e metallico getta l'intera traccia in caduta libera, prima che parta il tamburo per rallentare nuovamente il tempo».
Il testo si concentra sulla rottura di una relazione amorosa; Twigs canta del suo amore non corrisposto, cercando disperatamente di salvare la relazione nonostante la disapprovazione pubblica e la mancanza di reciprocità da parte del suo partner. Sono stati notati la voce da soprano e il falsetto della cantante, così come la sua tecnica vocale definita «mozzafiato». Sasha Geffen di Vulture ha commentato che la sua voce «si incrina, geme e si rompe, come se stesse trascinando più peso di quanto possa sopportare». Altre pubblicazioni hanno messo in evidenza come la scarsa produzione sia servita per portare unicamente la voce in primo piano.

## Promozione
A partire dal 26 aprile sono state inviate copie fisiche della canzone a vari fan della cantante, accompagnate da una nota da lei scritta a mano.

## Accoglienza
Cellophane ha ricevuto ampi consensi da parte della critica specializzata, con elogi rivolti alle doti vocali di FKA Twigs. Pitchfork le ha assegnato il titolo settimanale di «Best New Track» e l'ha ritenuta la miglior canzone del 2019; Michelle Kim ha definito la voce della cantante «delicata» e «incredibilmente commovente». Raisa Bruner, scrivendo per il Time, l'ha descritta come un «pezzo lievemente inquietante e devastante», mentre Tom Connick, per il NME, ha notato l'assenza di modifiche nella voce di Twigs a differenza di precedenti canzoni, novità che ha considerato  «rinfrescante». Danielle Cohen, scrivendo per GQ, si è complimentata per «l'imprevedibilità» della traccia e per la sua capacità di trasformare il tema della vulnerabilità «in qualcosa di dinamico e strutturato, per non dire semplicemente sbalorditivo».
Sasha Geffen di Vulture ha trovato FKA Twigs al suo punto «più lento, sereno e doloroso». Brad Dountz, di Consequence, ha affermato che «così tanto peso emotivo perseguita ogni accordo del nuovo singolo di FKA Twigs», aggiungendo che quest'ultima «brilla intensamente quando trasforma il suo passato in una meraviglia acuta e consapevole di se». Philip Cosores, per Uproxx, ha elogiato le doti sia di interprete sia di autrice che la cantante dimostra nel brano.

## Video musicale
Il video musicale, diretto da Andrew Thomas Huang, è stato reso disponibile in concomitanza con l'uscita del singolo. Nella clip la cantante esegue pole dance di fronte ad un pubblico non visibile; arriva in cima al palo ma incontra un grande insetto che la conduce a precipitare in un mondo sotterraneo, dove viene ricoperta in argilla da due creature femminili. Il regista ha descritto il video come «scene della sua ascesa e, in seguito, del suo declino tramite la sua stessa immagine».
Pitchfork l'ha posizionato al primo posto nella sua lista dei migliori video musicali del 2019.

## Tracce
Testi e musiche di Tahliah Debrett Barnett, Jeff Kleinman, Michael Uzowuru.
1. Cellophane – 3:24

## Formazione
Musicisti
- FKA twigs – voce

Produzione
- FKA twigs – produzione
- Jeff Kleinman – produzione
- Michael Uzowuru – produzione
- Nicolas Jaar – programmazione
- Noah Goldstein – ingegneria del suono
- Manny Marroquin – missaggio